# Chloropidae

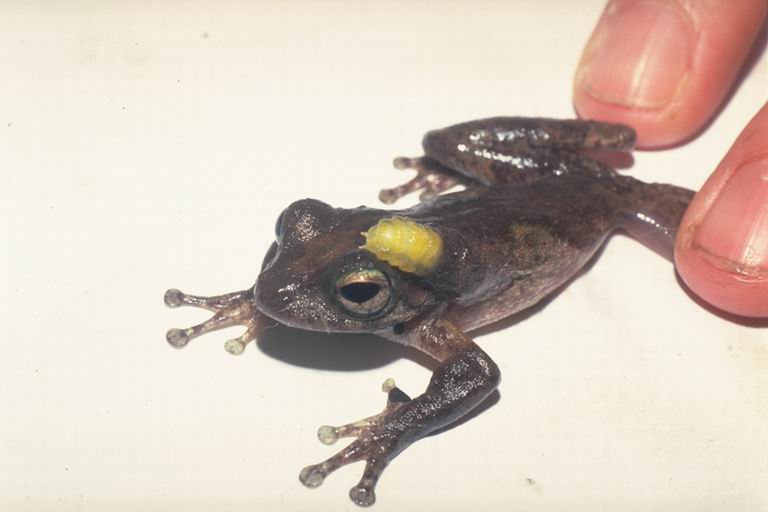
Una larva de Batrachomyia parasitando a la rana Litoria genimaculata

Chloropidae es una familia de dípteros del suborden Brachycera (antenas cortas). Se han descrito alrededor de 2.000 especies en más de 160 géneros.
Son de distribución mundial. Suelen ser abundantes en prados y pastizales, aunque también se encuentran en otros hábitats. La mayoría de las especies hibernan como larvas, unas pocas como adultos o imagos.
En general son moscas muy pequeñas, (1.0 a 4.0 mm), algunas son más grandes (6.0 a 9.0 y 12 mm). Son amarillas o negras, de apariencia lustrosa debido a la carencia casi total de pelos. En el mesonoto (segundo segmento torácico) de algunas especies hay un diseño de tres a cinco líneas oscuras longitudinales contra un fondo de color claro.
La mayoría de las larvas son herbívoras, especialmente de las gramíneas y familias Cyperaceae y Typhaceae. Pueden ser plagas de los cereales, por ejemplo: Oscinella frit L. y O. pusilla Mg., Chlorops pumilionis Bjerkander, Chlorops oryzae Matsumura (una plaga seria del arroz en Asia), Meromyza saltatrix L. y M. nigriventris Mcq. Las moscas del género Dicraeus Lw. dañan las semillas de Bromus y trigo. También se conocen algunas especies parásitas, depredadoras y saprófagas. Unas pocas especies son cleptoparásitas.
Algunas especies en los géneros Hippelates y Siphunculina (S. funicola es bien conocida en Asia) son llamadas mosquitas de los ojos por su hábito de asentarse en los ojos para beber las lágrimas. También se alimentan de otros fluidos animales y son de importancia médica.
Hay algunos ejemplares de fósiles clorópidos en depósitos de ámbar, especialmente del Eoceno y Oligoceno, aunque hay indicaciones de que la familia se remonta al Cretáceo o aun antes.
Algunas especies son polinizadoras de orquídeas.

## Filogenética
|  | Australimyzidae |
|  |                 |
|  | Carnidae        |
|  |                 |

|  | Milichiidae                                                    |
|  |                                                                |
|  | \| \| Cryptochetidae \| \| \| \| \| \| Chloropidae \| \| \| \| |
|  |                                                                |
|  | Cryptochetidae                                                 |
|  |                                                                |
|  | Chloropidae                                                    |
|  |                                                                |

|  | Cryptochetidae |
|  |                |
|  | Chloropidae    |
|  |                |

|  | Milichiidae                                                    |
|  |                                                                |
|  | \| \| Cryptochetidae \| \| \| \| \| \| Chloropidae \| \| \| \| |
|  |                                                                |
|  | Cryptochetidae                                                 |
|  |                                                                |
|  | Chloropidae                                                    |
|  |                                                                |

|  | Cryptochetidae |
|  |                |
|  | Chloropidae    |
|  |                |

|  | Australimyzidae |
|  |                 |
|  | Carnidae        |
|  |                 |

|  | Milichiidae                                                    |
|  |                                                                |
|  | \| \| Cryptochetidae \| \| \| \| \| \| Chloropidae \| \| \| \| |
|  |                                                                |
|  | Cryptochetidae                                                 |
|  |                                                                |
|  | Chloropidae                                                    |
|  |                                                                |

|  | Cryptochetidae |
|  |                |
|  | Chloropidae    |
|  |                |

|  | Milichiidae                                                    |
|  |                                                                |
|  | \| \| Cryptochetidae \| \| \| \| \| \| Chloropidae \| \| \| \| |
|  |                                                                |
|  | Cryptochetidae                                                 |
|  |                                                                |
|  | Chloropidae                                                    |
|  |                                                                |

|  | Cryptochetidae |
|  |                |
|  | Chloropidae    |
|  |                |

## Galería

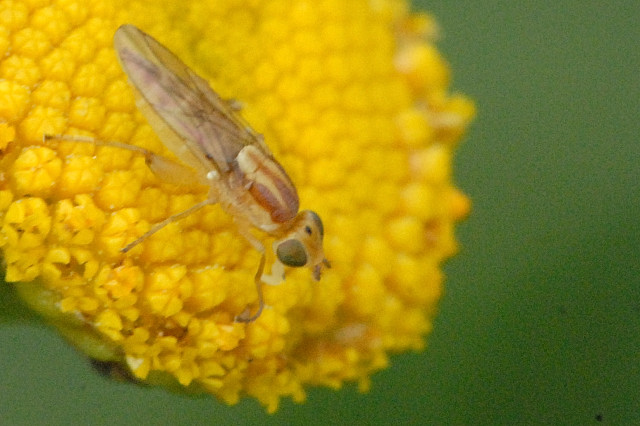
Meromyza saltatrix
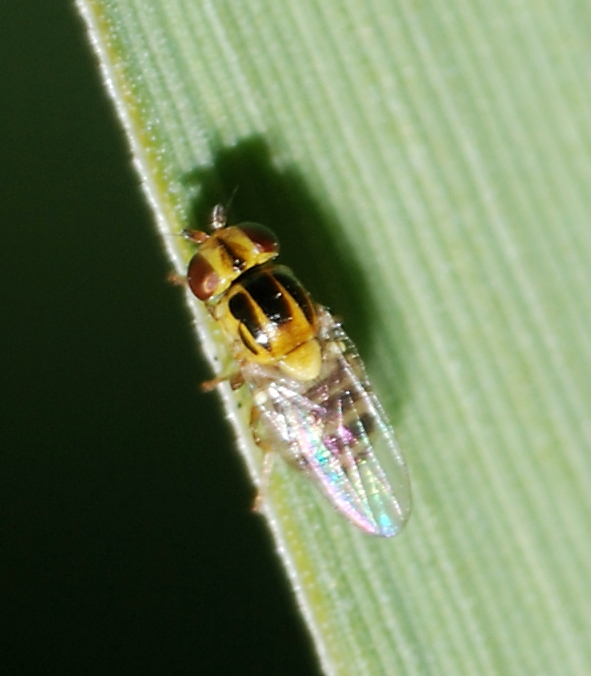
Thaumatomyia notata
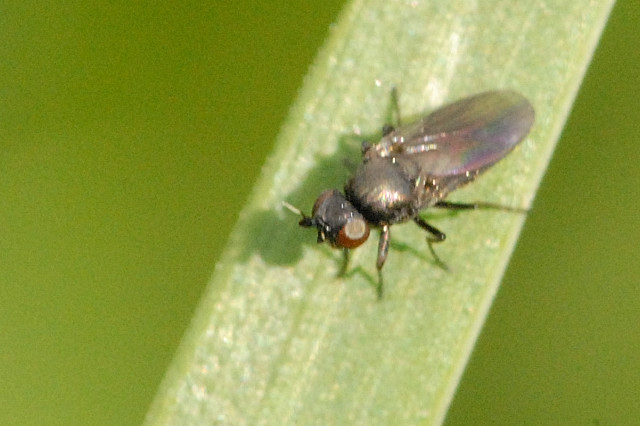
Oscinella sp.
- Meromyza sp. en Achillea millefolium (video, 1m 57s)
- Chlorops sp. en Tanacetum vulgare (video, 51s)
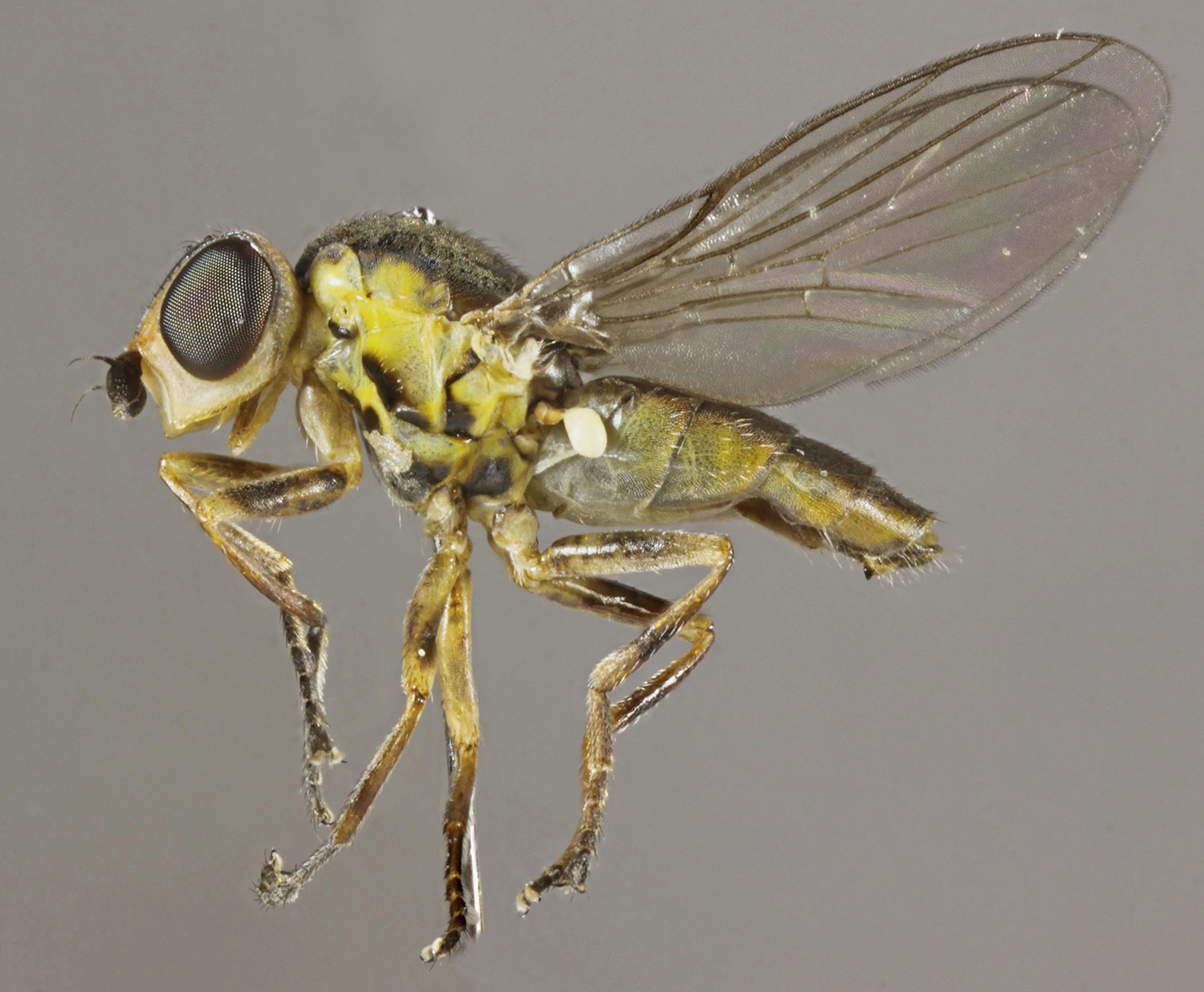
Melanum laterale